# Eimeria quentini
Eimeria quentini is een soort in de taxonomische indeling van de Myzozoa, een stam van microscopische parasitaire dieren. Het organisme komt uit het geslacht Eimeria en behoort tot de familie Eimeriidae. Eimeria quentini werd in 1977 ontdekt door Boulard.